# Теменов, Талгат Досымгалиевич
Талгат Досымгалиевич Теменов (род. 23 ноября 1954, Енбекшиказахский район, Алма-Атинская область) — советский и казахский актёр, театральный режиссёр

, кинорежиссёр

, театральный педагог, сценарист, кинодраматург, профессор. Народный артист Казахстана (1998). Художественный руководитель Казахский музыкально-драматический театр имени К. Куанышбаева.

## Биография
Родился 23 ноября 1954 года в селе Малыбай Алма-Атинской области.
В 1976 году окончил актёрский факультет Алма-Атинской консерватории.
С 1976 по 1980 год — актёр Талды-Курганского областного драмтеатра.
С 1980 по 1982 год — ассистент режиссёра, сценарист киностудии «Казахфильм».
В 1986 году окончил Высшие курсы сценаристов и режиссёров (мастерская С.Соловьева)
В 1988 году дебютировал как кинорежиссёро фильмом "Волчонок среди людей" отмеченным наградами ряда кинофестивалей, в том числе Специальным призом жюри «За лучший режиссёрский дебют» Международного кинофестиваля в Лисабоне (1990).
С 1988 года член Союза кинематографистов СССР.
В 1994—2002 годах — ректор Алматинского государственного театрального художественного института им. Жургенева
В 2002—2005 годах — генеральный директор киностудии «Казахфильм» им. Шакена Айманова.
В 2005—2014 годах — художественный руководитель Казахского государственного академического театра для детей и юношества имени Г. Мусрепова
С 2014 года — художественный руководитель Казахского музыкально-драматического театра имени К. Куанышбаева

## Фильмография
Режиссер
- 1986 Торо (к/м)
- 1988 Волчонок среди людей
- 1991 Бегущая мишень
- 1993 Станция любви (Казахстан)
- 1998 Казнь после смерти (Казахстан)
- 2006 Кочевник | The Warrior | Көшпенділер (Казахстан)
- 2011 Мой грешный ангел (Казахстан)

Сценарист
- 2011 Мой грешный ангел (Казахстан)
- 1993 Станция любви (Казахстан)
- 1991 Бегущая мишень
- 1988 Волчонок среди людей
- 1986 Торо (к/м)
- 1984 Где ты, Чапай (к/м)

Роли в кино
- 2009 Правосудие волков | Mika i Alfred — Сабитов
- 2009 Кто вы, Господин Ка? (Казахстан, Россия) — Колдыбай Макатаевич
- 1986 Чужая белая и рябой — эпизод

## Награды и звания
- 1986 — Лауреат премии Ленинского комсомола Казахстана
- 1993 — Заслуженный артист Казахстана
- 1998 — Народный артист Казахстана
- 2001 — Медаль «10 лет независимости Республики Казахстан»
- 2005 — Орден Курмет[1]
- 2006 — Лауреат Национальной премии «Алтын Адам» звание «Человек года»
- 2008 — Медаль «10 лет Астане»
- 2011 — Медаль «20 лет независимости Республики Казахстан»
- 2013 — Орден Парасат[2]
- 2013 — Лауреат международной премии имени Чингиза Айтматова[3]
- 2016 — Медаль «25 лет независимости Республики Казахстан»
- 2017 — Лауреат Национальной театральной премии «Сахнагер-2017» В номинации «Сценическое долголетие»[4]
- 2017 — Лауреат Национальной премии «Алтын Адам» звание «Человек года» в номинации «Деятель культуры»
- 2018 — Медаль «20 лет Астане»
- 2019 — Лауреат Межгосударственной премии СНГ «Звёзды Содружества»[5].
- Отличник образования Республики Казахстана
- Почетный работник образования Республики Казахстана
- Профессор искусствоведение
- Орден Достык 2 степени 14 декабря 2018 в Акорде.[6]